# 스페인 은행
스페인 은행(스페인어: Banco de España 방코 데 에스파냐[*])은 스페인의 중앙은행이다. 본점은 마드리드에 있다. 1782년 마드리드에서 카를로스 3세 국왕의 칙령에 따라 설립된 은행은 유럽 중앙은행 제도의 회원이다. 주지사는 2018년 6월부터 파블로 에르난데스 데 코스 (Pablo Hernández de Cos).

## 역사
원래의 이름은 방코 데 나시오날데 산 카를로스(Banco Nacional de San Carlos)로서 프랑스의 은행가였던 프랑수아 카바루스가 초대 총재직을 맡았다. 1793년부터 1814년까지 계속된 내전과 전쟁을 견디며 3억 스페인 레알 이상의 빚을 지면서 엄청난 재정 위기에 처하게 됐다.
재정부장관 루이스 로페스 바예스테로스는 4백만 레알의 출자를 통해 중앙은행이 영토 내에서 충분한 지폐를 발행할 수 있도록 유도했으며 실제로 일정 부분 성공했다. 1844년 방코 데 이사벨 2세, 방코 데 바르셀로나가 설립됐고 1846년에는 방코 데 카디스가 문을 열었다. 1847년 일부 은행이 부동산 폭락 탓에 병합됐다.
1850년대 라몬 산티얀의 감독하에 중앙은행은 알리칸스와 발레니아 등지로 영업 범위를 넓혔다. 내전과 갖은 전쟁을 겪으면서 은행 측에서 재정적 지원이 필요해지자 스페인 정부는 1874년 지폐 발행권을 스페인 은행에 일임하게 된다.
1936년 510톤의 금보유고가 소련 정부로 이관되면서 전체 금 보유고의 72.6%가 상실된다. 1946년 스페인 내전 이후에 프란시스코 프랑코 독재 정부는 은행의 역할을 정부하에 강력히 통제하기에 이르러 1962년 형식적인 국영화 절차를 끝마친다.
1970년대에 스페인의 민주화가 이뤄지면서 은행 내부의 규제 철폐와 전환이 이루어져 현대화를 거치며 현재에 이르고 있다. 1994년 유럽 중앙은행 제도에 진출하면서 정회원이 됐다.

## 기능
1. 유럽연합 중앙은행체제의 통화정책을 파악하고 이행하는 주요 단계 시행 및 물가 안정 감독
2. 환율 정책 감독 및 공식 외환보유고 감독
3. 유로존 내에서의 건전한 지불 문화 증진
4. 지폐 발행
5. 유럽중앙은행 관련 이외에 통화 및 희소가치 금속 관리
6. 통화 및 금융에 관련한 통계자료 발행
7. 재정 서비스 및 정부 부채 감독
8. 정부 재정 정책 및 연구에 대한 감독